# Атсе, Нчо Жюль
Нчо Жюль Атсе (Ncho Joel Atse; род. 5 июня 1983) — ивуарийский шашист (международные шашки), трёхкратный победитель чемпионата Африки по международным шашкам (2012, 2018, 2022) и бронзовый призёр (2024), двукратный победитель в формате блиц (2022, 2024), семикратный чемпион Кот-д’Ивуара (2009, 2010, 2016, 2018, 2021, 2022, 2024). Международный гроссмейстер. FMJD-Id: 16668.

## Спортивные достижения
На чемпионате мира 2013 года занял второе место в полуфинале (10 участников), вышел в финальную часть и занял 8 место из 12 участников. На состоявшемся в этом же году чемпионате мира в блице был шестым.
В 2015 году на чемпионате мира занял 7 место.
На Всемирных интеллектуальных играх «Спорт-Аккорд» был первым в программе блиц в 2013 году и вторым в 2016. В 2016 занял третье место в программе супер-блиц.
В 2017 году на чемпионате мира занял 6 место.
В январе 2018 занял 2 место в международном турнире в Уагадугу.
В 2020 году победил на этапе Кубка мира в Уагадугу.
На чемпионате мира 2019 года занял 8 место, в 2021 году — 12 место, в 2023 году — 7 место, в 2025 году — 5 место.